# 2018년 KIA 타이거즈 시즌
2018년 KIA 타이거즈 시즌은 KIA 타이거즈의 37번째 시즌이자 김기태 감독의 부임 후 다섯 번째 시즌이다. 주장은 내야수 김주찬이 맡았다. 팀은 5위로 포스트시즌에 진출했으나 와일드카드 결정전에서 1경기만에 탈락했다.

## 타이틀
- 자카르타·팔렘방 아시안 게임 금메달: 양현종, 임기영, 안치홍
- U-23 야구 월드컵 국가대표: 윤중현, 전상현
- KBO 골든글러브: 안치홍 (2루수)
- 조아제약 프로야구대상 조아바이톤상: 안치홍
- 스포츠서울 올해의 선행상: 양현종
- ADT캡스 수비상: 안치홍 (2루수), 김선빈 (유격수)
- 스포츠동아 선정 20세기 베스트 10: 이종범 (유격수), 홍현우 (3루수)
- 컴투스프로야구포인트 베스트 라인업: 안치홍 (2루수)
- 한국갤럽 선정 한국인이 가장 좋아하는 국내 프로야구팀: KIA 타이거즈
- 한국갤럽 선정 좋아하는 국내 프로야구 선수: 양현종 (2위), 김선빈 (3위)
- 올스타 선발: 안치홍 (2루수)
- 올스타전 추천선수: 김윤동, 김민식
- 올스타전 우수투수상: 김윤동
- 컴투스프로야구 KIA 타이거즈 베스트 라인업: 안치홍 (2루수)
- 컴투스프로야구2022 타이틀홀더 라인업: 김민식 (포수)
- 컴투스프로야구 2010년대 KIA 타이거즈 라인업: 김민식 (포수)
- 컴투스프로야구 주요 외국인선수 라인업: 버나디나 (중견수)
- 컴투스프로야구 아빠와 아들 라인업: 정회열 (수석코치)
- 희생플라이: 김주찬 (10)
- 완투: 양현종 (3)
- BB/K: 김선빈 (1.14)

### 퓨처스리그
- 아시아 윈터 베이스볼 리그 국가대표: 류승현
- 플레이어스 초이스 어워드 퓨처스리그 우수선수상: 전상현
- 퓨처스 올스타: 김유신, 신범수, 류승현, 김석환
- 다승: 전상현 (13)
- 승률: 전상현 (0.722)
- 탈삼진: 전상현 (117)
- 남부리그 3루타: 노관현 (6)
- 남부리그 평균자책점: 전상현 (3.06)
- 남부리그 이닝: 전상현 (120.2)

## 선수단
- 선발투수: 양현종, 헥터, 팻딘, 한승혁, 임기영, 정용운
- 구원투수: 김윤동, 임창용, 임기준, 문경찬, 유승철, 황인준, 박준표, 전상현, 김유신, 박경태, 고영창, 심동섭, 하준영, 이민우, 박정수, 홍건희
- 마무리투수: 윤석민, 김세현
- 포수: 김민식, 한승택, 백용환, 신범수
- 1루수: 김주찬, 정성훈, 유민상, 서동욱, 김석환, 이인행
- 2루수: 안치홍, 최정민, 홍재호
- 유격수: 김선빈, 황윤호
- 3루수: 이범호, 최원준, 이창진, 류승현, 김지성, 김주형
- 좌익수: 최형우, 유재신, 오준혁
- 중견수: 버나디나, 이영욱
- 우익수: 이명기, 박준태
- 지명타자: 나지완

## 시범 경기
| 순위 | 구단 | 승 | 패 | 무 | 승률  | 승차 |
| ---- | ---- | -- | -- | -- | ----- | ---- |
| 1위  | kt   | 5  | 1  | 0  | 0.833 | -    |
| 2위  | KIA  | 4  | 1  | 0  | 0.800 | 0.5  |
| 2위  | SK   | 4  | 1  | 1  | 0.800 | 0.5  |
| 4위  | LG   | 4  | 3  | 0  | 0.571 | 1.5  |
| 5위  | 두산 | 3  | 3  | 0  | 0.500 | 2.0  |
| 5위  | 한화 | 3  | 3  | 0  | 0.500 | 2.0  |
| 7위  | 롯데 | 2  | 3  | 0  | 0.400 | 2.5  |
| 8위  | 넥센 | 2  | 4  | 1  | 0.333 | 3.0  |
| 9위  | NC   | 1  | 5  | 0  | 0.167 | 4.0  |
| 10위 | 삼성 | 1  | 5  | 0  | 0.167 | 4.0  |

## 정규 시즌

### 최종 순위
| 순위 | 구단          | 경기수 | 승 | 패 | 무 | 승률  | 승차  |
| ---- | ------------- | ------ | -- | -- | -- | ----- | ----- |
| 1    | SK 와이번스   | 144    | 78 | 65 | 1  | 0.545 | -     |
| 2    | 두산 베어스   | 144    | 93 | 51 | 0  | 0.646 | -14.5 |
| 3    | 한화 이글스   | 144    | 77 | 67 | 0  | 0.535 | 1.5   |
| 4    | 넥센 히어로즈 | 144    | 75 | 69 | 0  | 0.521 | 3.5   |
| 5    | KIA 타이거즈  | 144    | 70 | 74 | 0  | 0.486 | 8.5   |
| 6    | 삼성 라이온즈 | 144    | 68 | 72 | 4  | 0.486 | 8.5   |
| 7    | 롯데 자이언츠 | 144    | 68 | 74 | 2  | 0.479 | 9.5   |
| 8    | LG 트윈스     | 144    | 68 | 75 | 1  | 0.476 | 10.0  |
| 9    | kt 위즈       | 144    | 59 | 82 | 3  | 0.418 | 18.0  |
| 10   | NC 다이노스   | 144    | 58 | 85 | 1  | 0.406 | 20.0  |

### 상대별 승패표
- (승-무-패)

| 상대 | SK     | 두산  | 한화  | 넥센  | 삼성   | 롯데   | LG    | kt    | NC    | 합계    |
| ---- | ------ | ----- | ----- | ----- | ------ | ------ | ----- | ----- | ----- | ------- |
| KIA  | 11-0-5 | 8-0-8 | 7-0-9 | 9-0-7 | 6-0-10 | 6-0-10 | 7-0-9 | 9-0-7 | 7-0-9 | 70-0-74 |

## 여담
- 최형우는 2015년 이후 KBO 시범경기 사상 최초로 통산 10홈런을 달성했다.
- 이영욱은 2015년 이후 KBO 시범경기 사상 최초로 통산 10도루를 달성했다.
- 임창용은 2015년 이후 KBO 시범경기 사상 40대 투수 단일 시즌 최다 승(2)을 기록했다.
- 고영창은 이 시즌 총 2경기에 등판했으나 도합 0이닝 6실점으로 부진했다. 이로 인해 KBO 리그 역대 단일 시즌 0이닝 소화 투수 중 최다 실점 기록을 세웠다.
- 헥터는 이 시즌 2013년 이후 KBO 리그에서 규정 이닝을 채운 투수 중 단일 시즌 스트라이크 존 한가운데 투구 스윙 유도 비율이 가장 높았다.
- 임창용은 이 시즌을 끝으로 은퇴했는데, 통산 1725.2이닝 77구원승 258세이브로 KBO 리그 역대 통산 1000이닝 투수 중 최다 구원승, 세이브 기록을 보유하고 있다.
- 임창용은 만 40세 때부터의 통산 사구 17회 허용, 보크 1회, 폭투 12회로 KBO 리그 40대 투수 통산 최다 기록을 세웠다.
- 임창용은 만 40세 때부터 통산 16선발승, 도루 허용 23회, 홈스틸 저지 1회, 선발 등판 경기 당 86.67구, 터프블론세이브 8개, 헛스윙 스트라이크 비율 12.3%, 헛스윙 삼진 154개를 기록하여 2013년 이후 KBO 리그 40대 투수 통산 최다, 최고 기록을 세웠다.
- 임창용은 KBO 리그 사상 최고령 포스트시즌 등판 투수가 되었다.
- 버나디나는 이 시즌을 끝으로 KBO 리그를 떠나 KBO 리그 외국인 타자 통산 포스트시즌 최다 희생타(2) 기록을 세웠다.